# Списак генерала и адмирала ЈНА: Ђ и Е
Списак генерала и адмирала Југословенске народне армије (ЈНА) чије презиме почиње на на слова Ђ и Е, за остале генерале и адмирале погледајте Списак генерала и адмирала ЈНА.

### Ђ
- Никола Ђекић (1925—2007) интендантски генерал-мајор. Активна служба у ЈНА престала му је 1981. године.[2]
- Антон Ђерки (1923) генерал-потпуковник грађевинске службе. Активна служба у ЈНА престала му је 1981. године.[2]
- Раде Ђилас (1936—2003) генерал-мајор авијације. Активна служба у ЈНА престала му је 1991. године.
- Славољуб Ђокић (1933—2005) генерал-пуковник.[б]
- Богољуб Ђорђевић (1924—1988) генерал-потпуковник.
- Драгутин Ђорђевић (1920—2008) генерал-мајор авијације. Активна служба у ЈНА престала му је 1969. године. Народни херој.[2]
- Јосиф Ђорђевић (1880—1953) генерал-мајор. Активна служба у ЈА престала му је 1945. године.[в][3]
- Милосав Ђорђевић (1935) генерал-потпуковник. Активна служба у ЈНА престала му је 1991. године.
- Слободан Ђорђевић (1942) генерал-потпуковник.[г]
- Милован Ђилас (1911—1995) генерал-пуковник. Активна служба у ЈА престала му је 1947. године. Народни херој.[д]
- Илија Ђујић (1926—2015) генерал-пуковник. Активна служба у ЈНА престала му је 1985. године.[2]
- Драго Ђукановић (1914) генерал-потпуковник. Активна служба у ЈНА престала му је 1972. године.[2]
- Драго Ђукић (1920—1981) генерал-мајор. Активна служба у ЈНА престала му је 1977. године. Народни херој.[2]
- Ђорђе Ђукић (1934—1996) генерал-мајор.[ђ]
- Чедомир Ђукић (1920—1981) генерал-мајор. Активна служба у ЈНА престала му је 1968. године.[2]
- Илија Ђукнић (1893—1973) генерал-мајор. Активна служба у ЈНА престала му је 1958. године.[2]
- Михајло Ђукнић (1927—2017) санитетски генерал-мајор.[е]
- Бајо Ђурановић (1920—1986) генерал-мајор. Активна служба у ЈНА престала му је 1976. године.[2]
- Славко Ђурђевић (1926) генерал-потпуковник.[2]
- Момчило Ђурић (1912—1980) генерал-мајор. Активна служба у ЈА престала му је 1948. године.
- Перо Ђурић (1921) генерал-мајор. Активна служба у ЈНА престала му је 1971. године.[4]
- Војислав Ђурђевац (1937—2004) генерал-мајор.[ж]
- Борисав Ђурић (1938—2023) генерал-мајор.[з]
- Предраг Ђурић (1924) генерал-потпуковник.[4]
- Радован Ђурић (1934) генерал-мајор.[и]
- Бошко Ђуричковић (1914—2003) генерал-пуковник. Активна служба у ЈНА престала му је 1974. године. Народни херој.[4]
- Владимир Ђуровић генерал-мајор. Активна служба у ЈНА престала му је 1991. године.
- Драгутин Ђуричковић (1935—2015) генерал-потпуковник.[ј]
- Јован Ђуровић (1917—2003) генерал-потпуковник. Активна служба у ЈНА престала му је 1973. године.[4]
- Крсто Ђуровић (1940—1991) контра-адмирал.[к]
- Милинко Ђуровић (1910—1988) генерал-пуковник. Активна служба у ЈНА престала му је 1965. године. Народни херој.[4]

### Е
- Душан Егић (1916—1985) генерал-потпуковник. Активна служба у ЈНА престала му је 1965. године. Народни херој.[4]
- Обрад Егић (1908—1986) генерал-мајор. Активна служба у ЈНА престала му је 1964. године. Народни херој.[4]
- Јован Елемиров (1936) генерал-мајор.[л]
- Радомир Еремија (1935—1994) генерал-потпуковник.
- Јосип Ерцег (1936—2022) контра-адмирал. Активна служба у ЈНА престала му је 1991. године.
- Радомир Ерцег (1919—2014) генерал-мајор. Активна служба у ЈНА престала му је 1969. године.[5]
- Никола Ерцеговић (1935) контра-адмирал.[љ]